# المرفد (صبر الموادم)

تعديل مصدري - تعديل

المرفد  هي إحدى قرى مديرية صبر الموادم بمحافظة تعز اليمنية، بلغ تعداد سكانها 290 نسمة حسب التعداد السكاني في اليمن في 2004.